# Beguinas

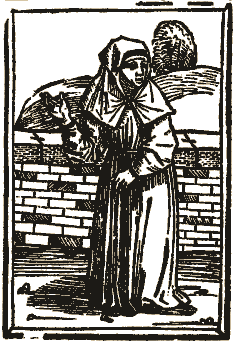
Grabado de una beguina de Des dodes dantz, impreso por Matthäus Brandis en Lübeck en 1489

Las beguinas eran una asociación de mujeres, de diferentes estamentos, contemplativas y activas, que dedicaban su vida a la ayuda a los desamparados, enfermos, mujeres, niños y ancianos, y también a labores intelectuales. Organizaban la ayuda a los pobres y a los enfermos en los hospitales o a los leprosos. Trabajaban para mantenerse bajo su propia voluntad y, como no hacían votos perpetuos de castidad o clausura, eran libres de dejar la asociación en cualquier momento para contraer matrimonio. En Italia recibieron nombres despectivos como pinzochere (santurronas) o bizzocale (gazmoñas).

## Organización
No había casa madre, ni tampoco una regla común ni una orden general. Establecían sus viviendas cerca de los hospitales o de las iglesias, en sencillas habitaciones donde podían orar y hacer trabajos manuales. Cada comunidad o beguinaje era autónoma y organizaba su propia forma de vida con el propósito de orar y servir como Cristo en su pobreza.
Una carta de 1065 menciona la existencia de una institución similar al beguinaje en Vilvoorde (Bélgica). Desde el siglo xii el movimiento se difundió rápidamente desde la región de Lieja a Países Bajos, Alemania, Francia, Italia, España, Polonia y Austria. Algunos beguinajes, como los de Gante y Colonia, llegaron a contar con miles de integrantes. El extenso renacimiento religioso que originaron los beguinajes generó sociedades similares para los hombres: los begardos.

## Nombre
Sobre el origen de los nombres beguina y begardo hay varias hipótesis:
- Por Lambert le Bègue, sacerdote de Lieja quien habría fundado la asociación. Fue crítico de las costumbres del clero, traductor de los Hechos de los Apóstoles y las Epístolas de Pablo, autor de Antigraphum Petri. Acusado de herejía, murió en 1177,[2] después de haber fundado una iglesia y claustro para viudas y huérfanos de los cruzados en su pueblo nativo. El apelativo le Bègue significa en francés 'el Tartamudo'.
- Deriva de beghen en flamenco antiguo, con el sentido de pedir (pedir al orar o tal vez peyorativamente, pese a que en realidad nunca fueron mendicantes).
- Por Bega, santo patrón de Nivelles, donde, según una dudosa tradición, se estableció el primer beguinaje.
- Por el hábito de color beige de lana burda, parecido al de los «humillados» de Italia.
- Por Santa Bega, hija de Pepino de Landen, considerada fundadora de las beguinas en el siglo vii.[2]
- Por el verbo alemán beginnen, que significa 'comenzar' y que haría referencia al paso a esa nueva vida religiosa.[2]
- Por la palabra francesa béguin, que significa 'cofia', característica de la vestimenta de las beguinas.[2]

## Literatura

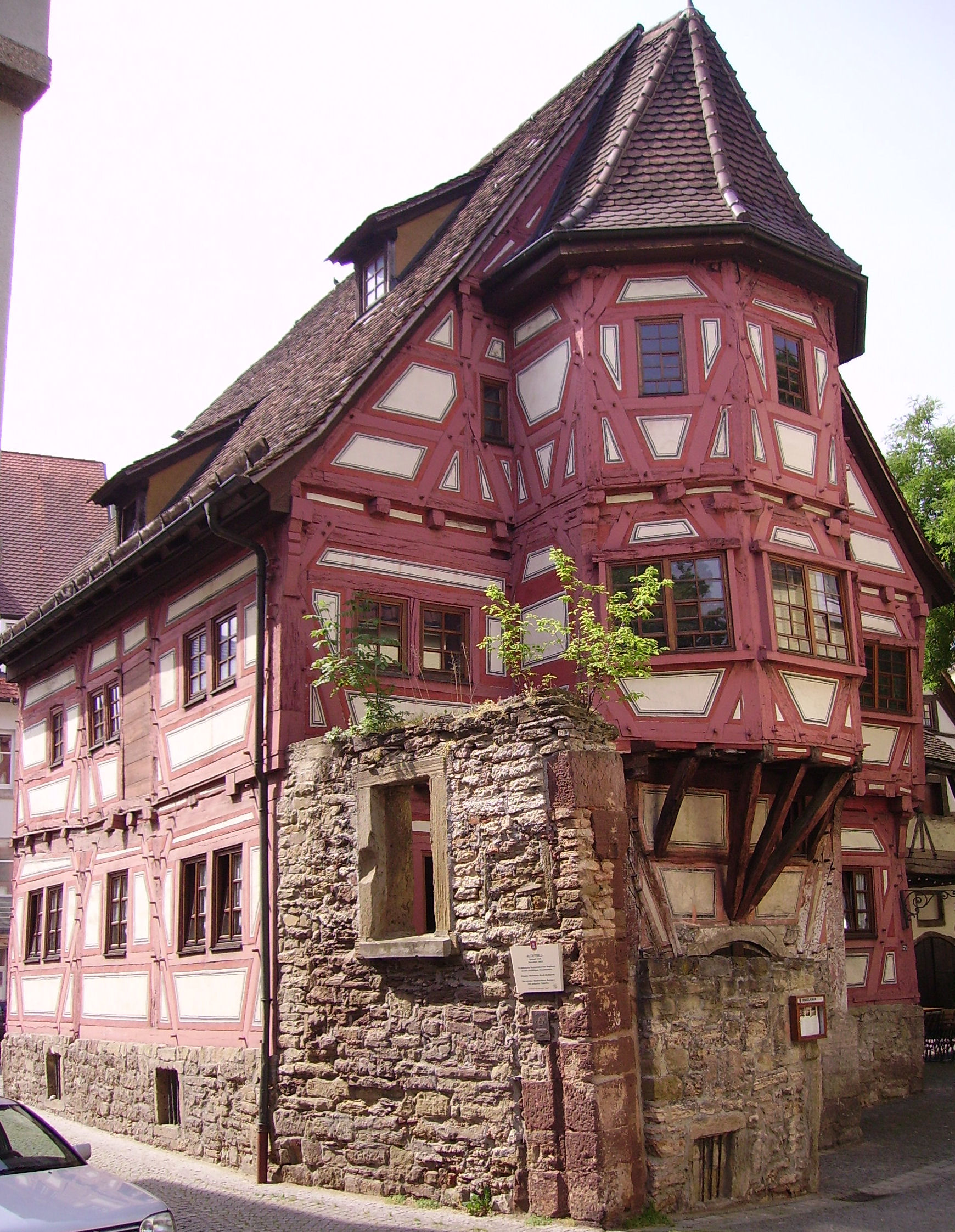
Vivienda o conventillo de beguinas en el barrio de Bad Cannstatt, Stuttgart, Alemania.

La beguina mística más famosa es sin duda Hadewych de Amberes (h. 1240), autora de varias obras en poesía y en prosa. En Amar el amor escribió:

Al noble amor

me he dado por completo

pierda o gane

todo es suyo en cualquier caso.

¿Qué me ha sucedido

que ya no estoy en mí?

Sorbió la sustancia de mi mente.

Mas su naturaleza me asegura

que las penas del amor son un tesoro.[cita requerida]

En Alemania apareció como cumbre de la mística del amor Matilde de Magdeburgo (1207-1282), con su escrito La luz que fluye de la divinidad. Mal vista por la jerarquía eclesiástica, tuvo que buscar refugio en el convento de Helfta.
Como escritoras, las beguinas encontraron el obstáculo de ser laicas y mujeres, pero alegaron el mandato de la inspiración divina. En este sentido, las beguinas rivalizaron con el poder eclesiástico y patriarcal al considerar la experiencia religiosa como una relación inmediata con Dios, que ellas podían expresar con voz propia sin tener que recurrir a la interpretación eclesiástica de la palabra divina.[cita requerida]
Entre las beguinas más ilustres están María de Oignies, Lutgarda de Tongeren, Juliana de Lieja y Beatriz de Nazaret, autora de Los siete grados del amor. Se considera que las beguinas, junto con los trovadores y Minnesänger, fundaron la lengua literaria flamenca, francesa y alemana. Participaban en la apertura del saber teológico a los laicos, que tomaban del latín clerical y vertían a las lenguas vulgares.[cita requerida] La traducción de obras del místico alemán Johannes Eckhart y la divulgación de su propia obra le costó la hoguera en 1310 a Margarita Porete, autora de El espejo de las almas simples, que dice:

Teólogos y otros clérigos

no tendréis el entendimiento

por claro que sea vuestro ingenio

a no ser que procedáis humildemente

y que amor y fe juntos

os hagan superar la razón,

pues son ellas las damas de la casa.[cita requerida]

## Persecución

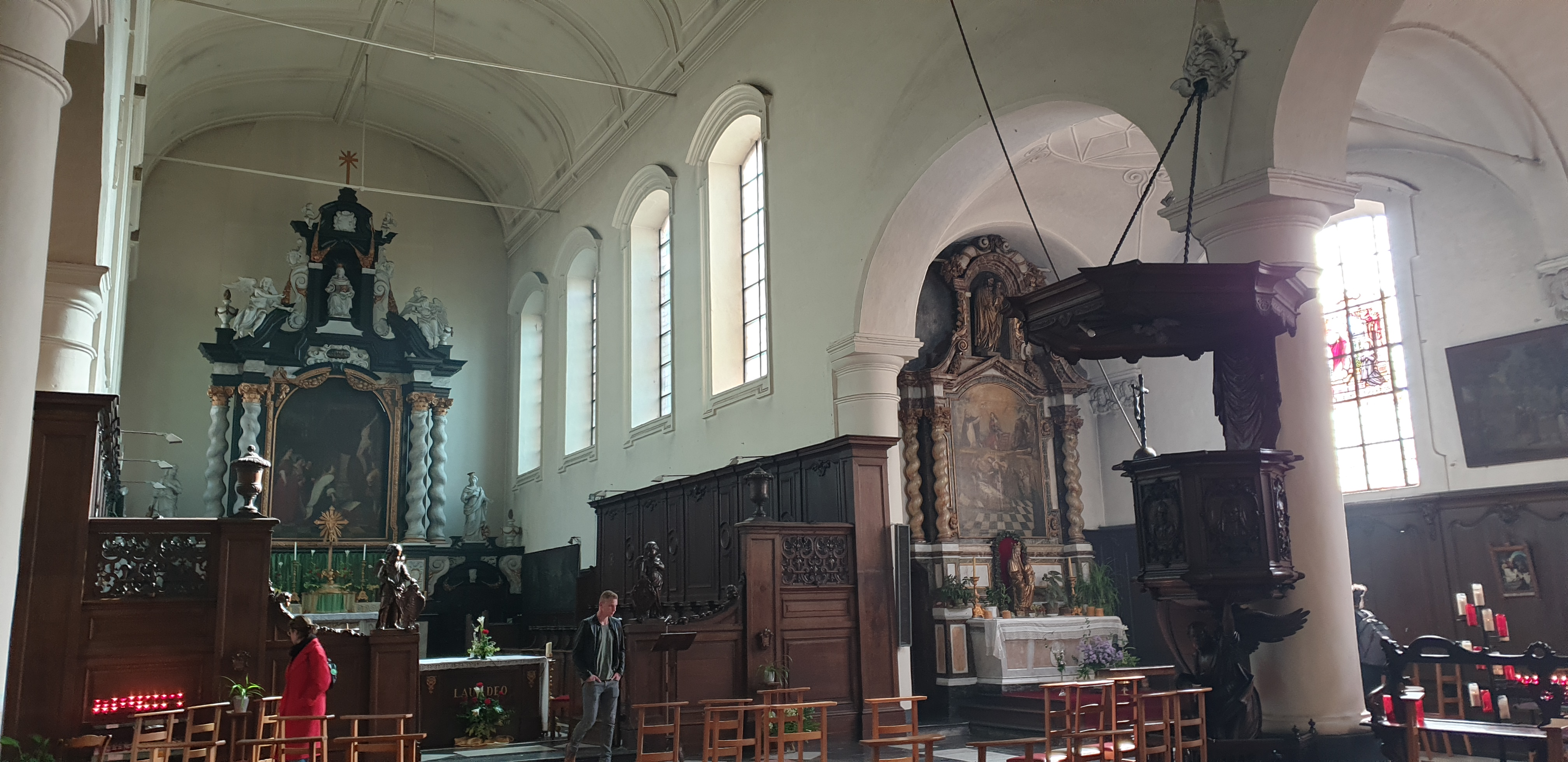
Interior de Begijnhofkapel.

La condena de Margarita fortaleció a los enemigos de las beguinas. A instancias del papa Clemente V, el Concilio de Vienne las condenó en 1312. Decretó que «su modo de vida debe ser prohibido definitivamente y excluido de la Iglesia de Dios». En 1318 Juan XXII estableció mediante la Bula Gloriosam Ecclesiam que tanto beguinas como franciscanos espirituales fueran castigados, sobre todo los que habían sido refugiados por el emperador Federico II en Sicilia. En 1321 Juan XXII mitigó esta sentencia y permitió que las beguinas continuaran con su estilo de vida, ya que «habían enmendado sus formas». No obstante, ya en febrero de 1317 el Concilio de Tarragona había establecido la pena de excomunión para todas las beguinas que vivieran en comunidad, vistieran mantos y otras prendas características de sus comunidades, leyeran libros teológicos en lengua vulgar y predicaran sin el permiso de las autoridades eclesiásticas.
Posteriormente las autoridades eclesiásticas tuvieron frecuentes roces con las beguinas y begardos. Durante el siglo xiv los obispos alemanes y la Inquisición condenaron a los begardos y emitieron varias bulas para someterlos a la disciplina papal.
El 7 de octubre de 1452 una bula del papa Nicolás V fomentó el ingreso de las beguinas en la orden carmelita. En 1470 Carlos el Temerario, duque de Borgoña, decretó que gran parte de los bienes de las beguinas pasaran a manos de las carmelitas. Se presionaba a las beguinas de muchas maneras para ingresar en una comunidad de monjas o disolverse. En el siglo xvi la desconfianza en las beguinas creció, pues a menudo se unieron a la Reforma, en especial al anabaptismo.
En el siglo xviii se tomaron más medidas para frenar a las beguinas.[cita requerida][¿cuál?]
Sin embargo, pese a toda esta persecución, muchas beguinas continuaron siendo fieles a la ortodoxia de la Iglesia católica, especialmente en Brujas, Gante y otras ciudades flamencas aunque muchas de ellas se incorporaron a la Orden Tercera de San Francisco de Asís, reconocida por el papado.

## La última beguina del mundo
El 14 de abril de 2013 murió en Kortrijk (Bélgica) la hermana Marcella Pattyn, a los 92 años. Era la última representante de este movimiento religioso surgido en la Edad Media. Había nacido en el Congo Belga en 1920 y era ciega. Estudió en la escuela de ciegos de Bruselas y a los 20 años intentó ingresar en un convento, pero ninguno la aceptaba. La acogieron las beguinas de Sint Amandsberg en Gante, una comunidad de 260 mujeres. Tenía 20 años cuando ingresó en la comunidad. Trabajó atendiendo enfermos. Posteriormente se mudó al beguinaje de Kortrijk con otras ocho mujeres, de las que fue la última superviviente.